# Porsche Taycan
Le Porsche Taycan est une berline électrique commercialisée par le constructeur automobile allemand Porsche à partir de 2019. Il s'agit du premier modèle électrique du constructeur de Stuttgart. Elle est dérivée en version baroudeuse cinq portes nommée Cross Turismo en 2021, et break de chasse sportif Sport Turismo en 2022.

## Présentation

Logo.

C'est à l'occasion des festivités du 70e anniversaire de Porsche que le constructeur de voitures de sport dévoile le 10 juin 2018 le nom de sa future berline électrique « Taycan », signifiant d'après Porsche « jeune cheval fougueux » en turc. La première partie, tay, qui signifie jeune cheval, fait référence au cheval cabré sur le logo de Porsche et contient le son ay qu'on trouve dans le nom d'autres modèles de la marque (Cayman, Cayenne), tandis que l'initiale T, qui n'existe pour aucun autre modèle, symbolise une nouvelle ère, celle de l'électrique. La seconde partie, can, rappelle le nom d'un autre modèle de la marque, Macan, et sa signification, âme, permet d'introduire le slogan du modèle, Soul, electrified. Le nom est de genre grammatical masculin.
Dès le mois d'août 2018, Porsche ouvre les précommandes du Taycan, alors que le modèle de série n'est livrable qu'à la fin 2019.
Le Taycan est présenté officiellement le 4 septembre 2019 à 15 heures, quelques jours avant le salon de Francfort.
En 2021, Porsche a vendu au total 41 296 unités de Taycan. En dépassant l'objectif de 40 000 ventes fixé par le constructeur pour cette année, le Taycan devient donc le troisième modèle le plus vendu de Porsche, devant la 911.

### Phase 2
Le Taycan est restylé en février 2024 et commercialisée courant 2024.

## Caractéristiques techniques

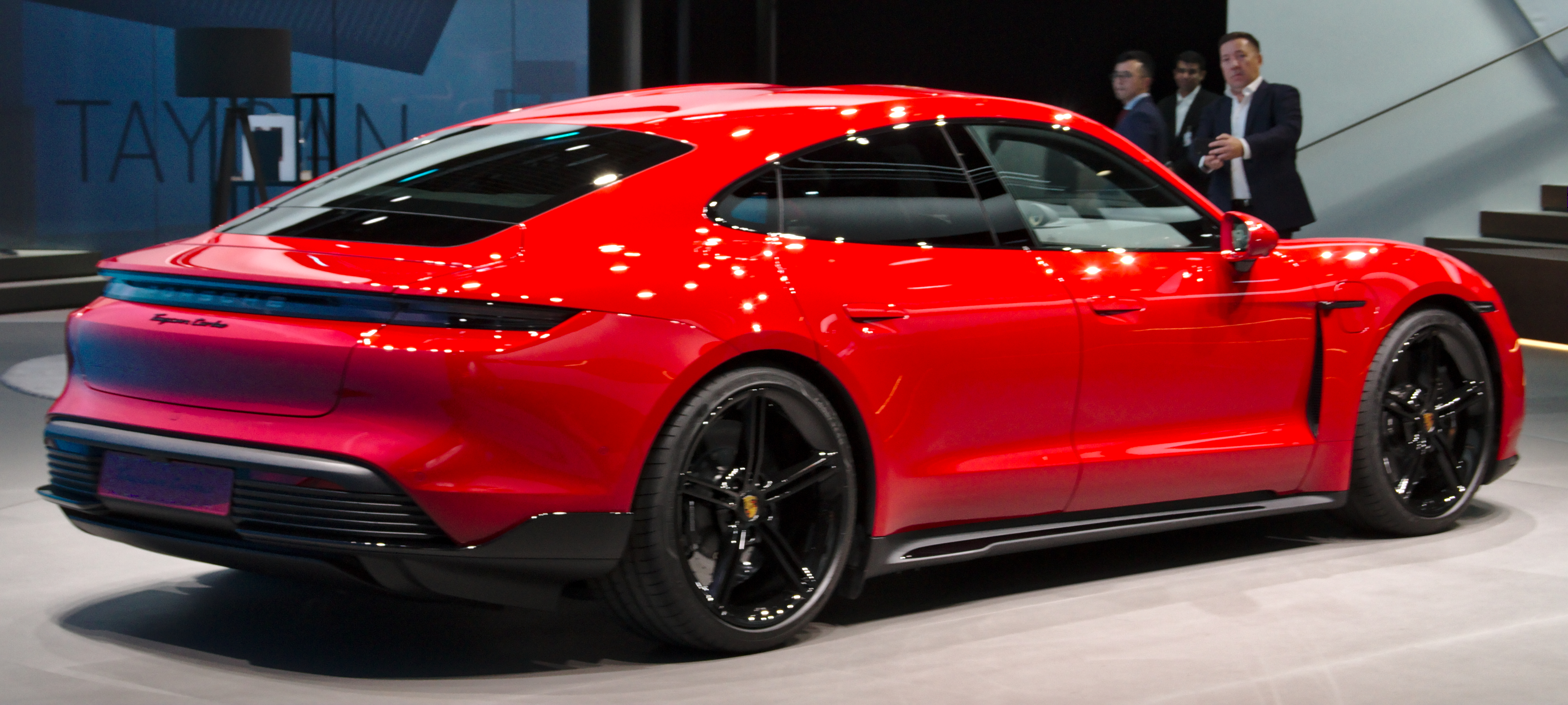
Vue arrière du Taycan.

Le Taycan repose sur la plateforme technique PPE (Premium Platform Electric) du Groupe Volkswagen destinée aux véhicules électriques sportifs, nommée J1 chez Porsche. Il est équipé de série des quatre roues directrices et son poids avoisine les 2 300 kg.
La berline électrique possède deux coffres, les compartiments ont une capacité respective de 81 litres à l'avant et de 366 litres à l'arrière.

### Motorisations
Le Taycan est équipé de deux moteurs synchrones à aimant permanent, un sur chaque essieu, permettant d'obtenir quatre roues motrices. Les deux moteurs sont différents, celui de l'arrière étant plus petit et compact. Le moteur arrière est accouplé à une boite de vitesses à deux rapports.
En mode Sport, le Taycan bénéficie d'un overboost qui fait grimper ponctuellement la puissance à 680 ch sur la version Turbo et 761 ch sur la version Turbo S contre 625 ch pour chacune en temps normal.
Seules les versions Turbo et Turbo S sont dévoilées à Francfort. Les versions 4S sont dévoilées en octobre 2019 puis exposées en novembre au salon de Los Angeles 2019, proposant le choix entre deux capacités de batterie.
En 2021, Porsche propose une version propulsion équipée d'un seul moteur électrique positionné sur l'essieu arrière.
| Logo de Porsche                  | Porsche Taycan  | Porsche Taycan  | Porsche Taycan  | Porsche Taycan  | Porsche Taycan  | Porsche Taycan  | Porsche Taycan  | Porsche Taycan          |
| Logo de Porsche                  | Taycan          | Taycan          | 4S              | 4S              | GTS             | Turbo           | Turbo S         | Turbo GT                |
| -------------------------------- | --------------- | --------------- | --------------- | --------------- | --------------- | --------------- | --------------- | ----------------------- |
| Puissance moteur électrique (kW) | 240 (boost) 300 | 280 (boost) 350 | 320 (boost) 390 | 360 (boost) 420 | 380 (boost) 440 | 460 (boost) 500 | 460 (boost) 560 | 697 (boost) 815         |
| Puissance maximale (ch)          | 326 (boost) 408 | 380 (boost) 476 | 435 (boost) 530 | 490 (boost) 571 | 517 (boost) 598 | 625 (boost) 680 | 625 (boost) 761 | 948 (boost) 1108        |
| Couple maximal (N m)             | 345             | 357             | 640             | 650             | 850             | 850             | 1 050           | 1 340                   |
| Vitesse maximale (en km/h)       | 230             | 230             | 250             | 250             | 250             | 260             | 260             | 290 305 (pack Weissach) |
| 0-100 km/h (en s)                | 5,4             | 5,4             | 4,0             | 4,0             | 3,7             | 3,2             | 2,8             | 2,3 2,2 (pack Weissach) |
| 0-200 km/h (en s)                | 17,6            | 16,5            | 13,3            | 12,9            | 12              | 10,6            | 9,6             |                         |
| Consommation (kW⋅h/100 km)       | 24.8            | 25.4            | 25,6            | 26              | 23,3            | 26,6            | 25,6            |                         |
| Masse à vide (kg)                | 2 050           | 2 130           | 2 140           | 2 220           | 2 295           | 2 305           | 2 295           |                         |
| Batterie                         |                 |                 |                 |                 |                 |                 |                 |                         |
| Capacité brute (kWh)             | 79,2            | 93,4            | 79,2            | 93,4            | 93,4            | 93,4            | 93,4            |                         |
| Autonomie WLTP (km)              | 431             | 484             | 407             | 463             | 504             | 450             | 412             |                         |
| Temps de recharge                |                 |                 |                 |                 |                 |                 |                 |                         |
| sur une Wallbox 11 kW            | 8 heures        | 9 heures        | 8 heures        | 9 heures        | 9 heures        | 9 heures        | 9 heures        |                         |

### Batterie
Le Taycan reçoit une batterie lithium-ion de 93,4 kW⋅h nommée « Performance Battery Plus », d'un poids de 625 kg, qui fonctionne sous 723 V et est composée de 33 modules.
Il est le premier modèle Porsche à pouvoir se recharger sur les bornes « Porsche Turbo Charging » délivrant une tension de 800 volts au standard Combo CCS ou sur les bornes de recharge d'une capacité de 270 kW maximum, notamment celle de la coentreprise Ionity dont Porsche est membre fondateur.
Selon Porsche, le Taycan bénéficie d'une nouvelle technologie lui permettant de récupérer environ 100 km d'autonomie en seulement 5 minutes. Il offre de plus un freinage régénératif qui alimente la batterie.

### Autonomie
Le Taycan Turbo est homologué pour une autonomie de 450 km selon le cycle WLTP. Mais aux États-Unis, toujours avec la même batterie de 93,4 kW⋅h, le Taycan Turbo est homologué pour 323 km d'autonomie selon le cycle de l'EPA (Agence américaine de protection de l'environnement).

### Technologie

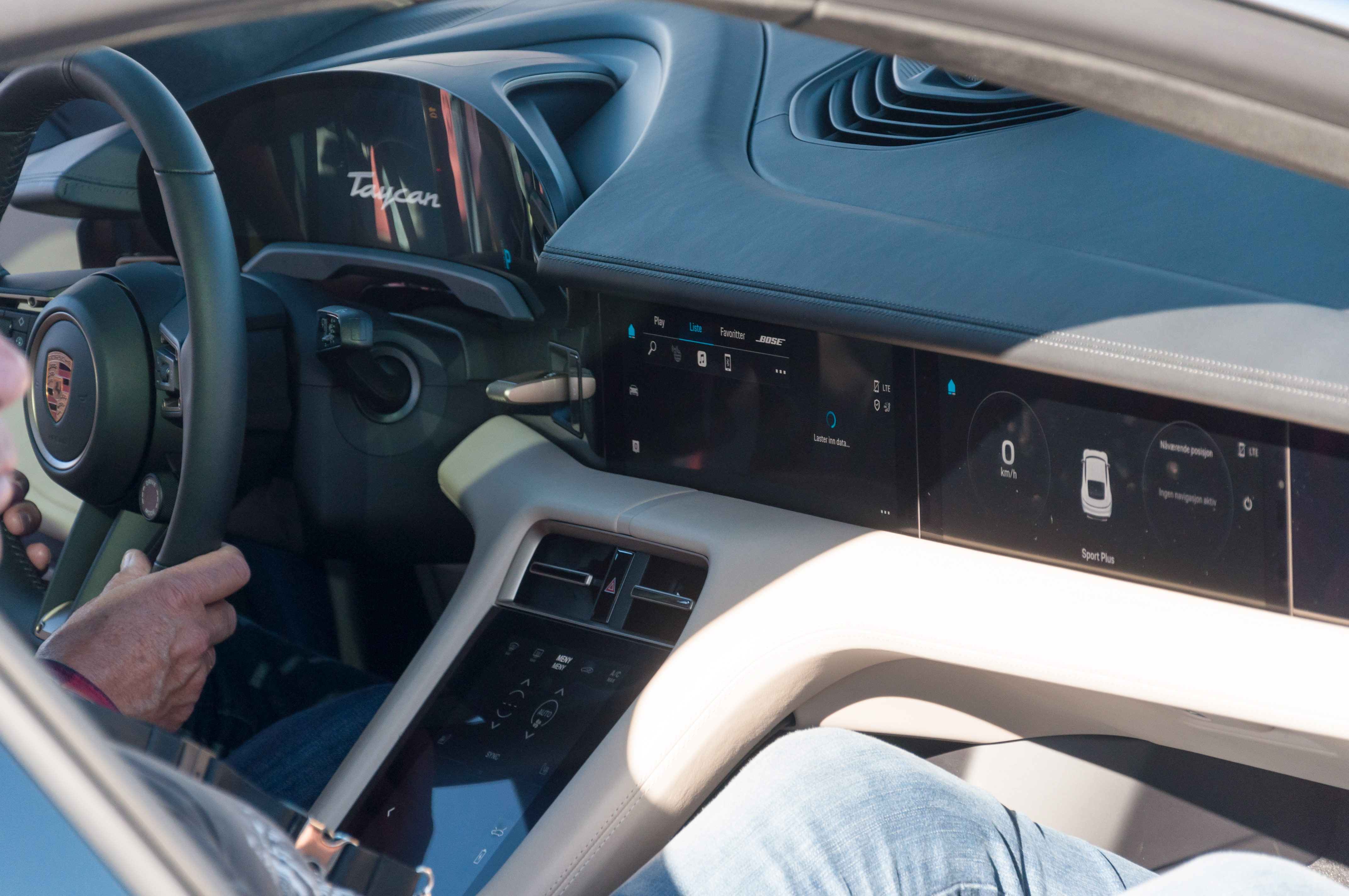
Intérieur du Taycan.

À l'intérieur, le Taycan est équipé d'un écran de 10,9 pouce sur sa console centrale et le passager peut recevoir un écran optionnel pour l'info-divertissement.

### Record
Le 26 août 2019, Porsche dévoile un temps de 7 min 42 s sur la Nordschleife du Nürburgring pour le Taycan qui devient la voiture électrique 4 portes la plus rapide sur la boucle.

## Versions

### Taycan Cross Turismo
Le Taycan Cross Turismo est la version break baroudeur du Taycan avec un hayon et une garde au sol plus élevée de 20 mm, voire 30 mm avec le pack optionnel Offroad Design.

#### Présentation

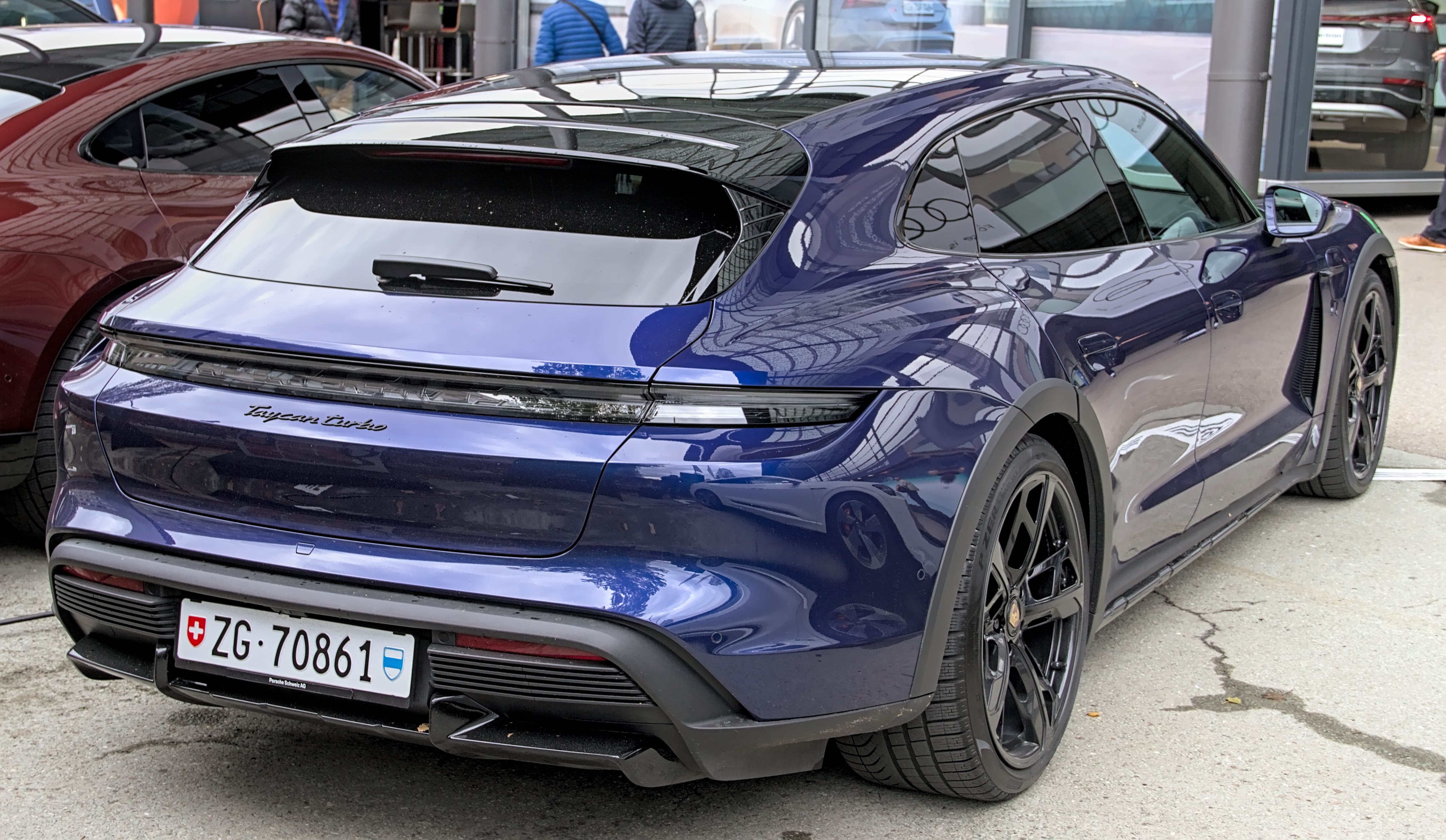
Vue arrière du Taycan Cross Turismo.

Le 19 octobre 2018, le constructeur annonce la future production en série de la version break baroudeur (surélevée et tout-chemin) du Taycan, nommée Taycan Cross Turismo.
Le Porsche Taycan Cross Turismo est présenté le 4 mars 2021.
La version Cross Turismo reprend les motorisations et batteries du Taycan.

### Taycan Sport Turismo
Le Taycan Sport Turismo est la version break du Taycan, dérivée de la Cross Turismo mais dépourvue de ses attributs de baroudeuse. Elle est dévoilée en novembre 2021 avec la  Taycan GTS qui est commercialisée à partir de février 2022.
La Sport Turismo peut être dotée en option d'un toit panoramique à occultation variable (Sunshine Control) dont la surface vitrée est divisée en neuf parties qui peuvent être commandées individuellement afin de faire varier la luminosité dans la voiture.

## Finitions

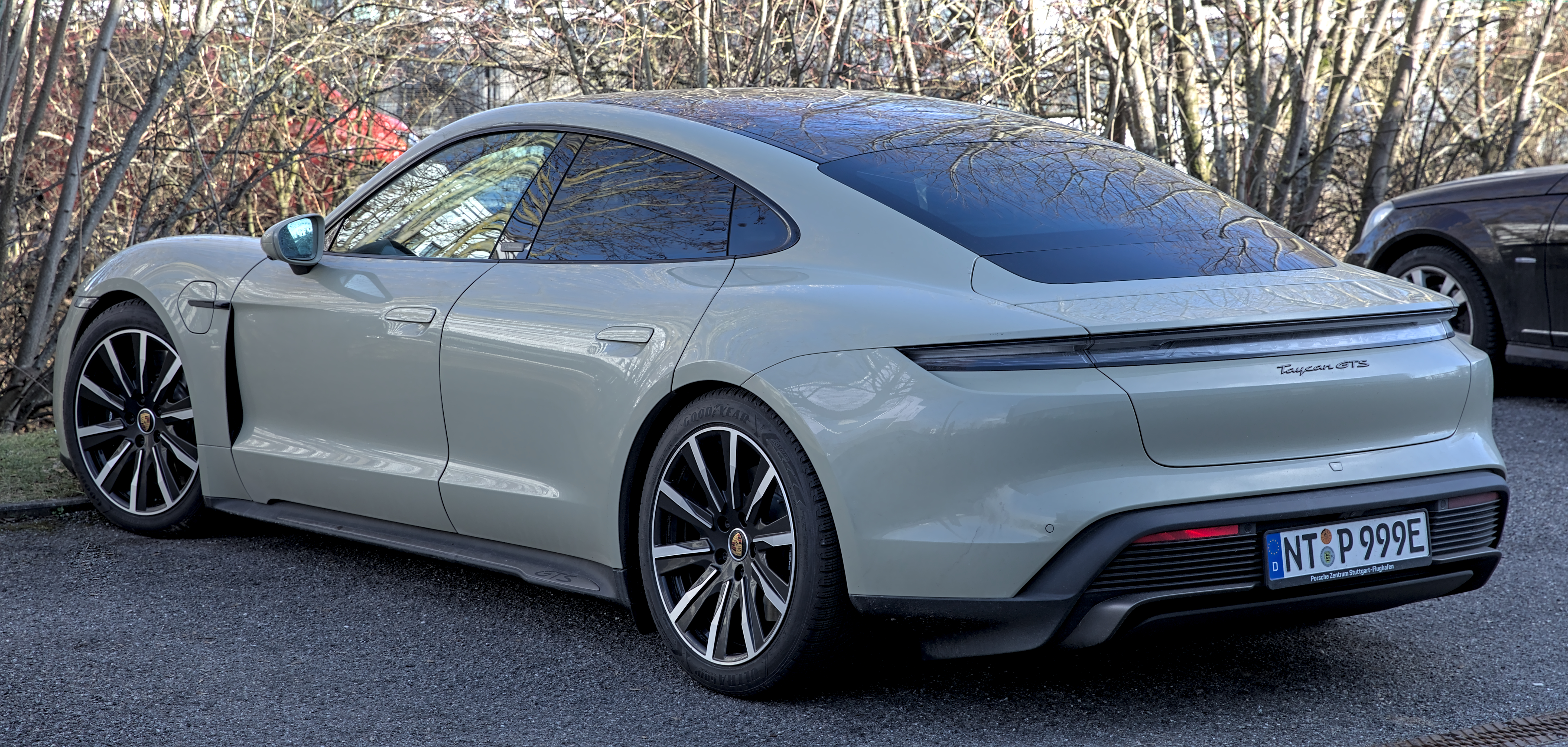
Taycan GTS.

- Taycan
- Taycan 4S
- Taycan GTS
- Taycan Turbo
- Taycan Turbo S
- Taycan Turbo GT

## Concept cars

### Mission E

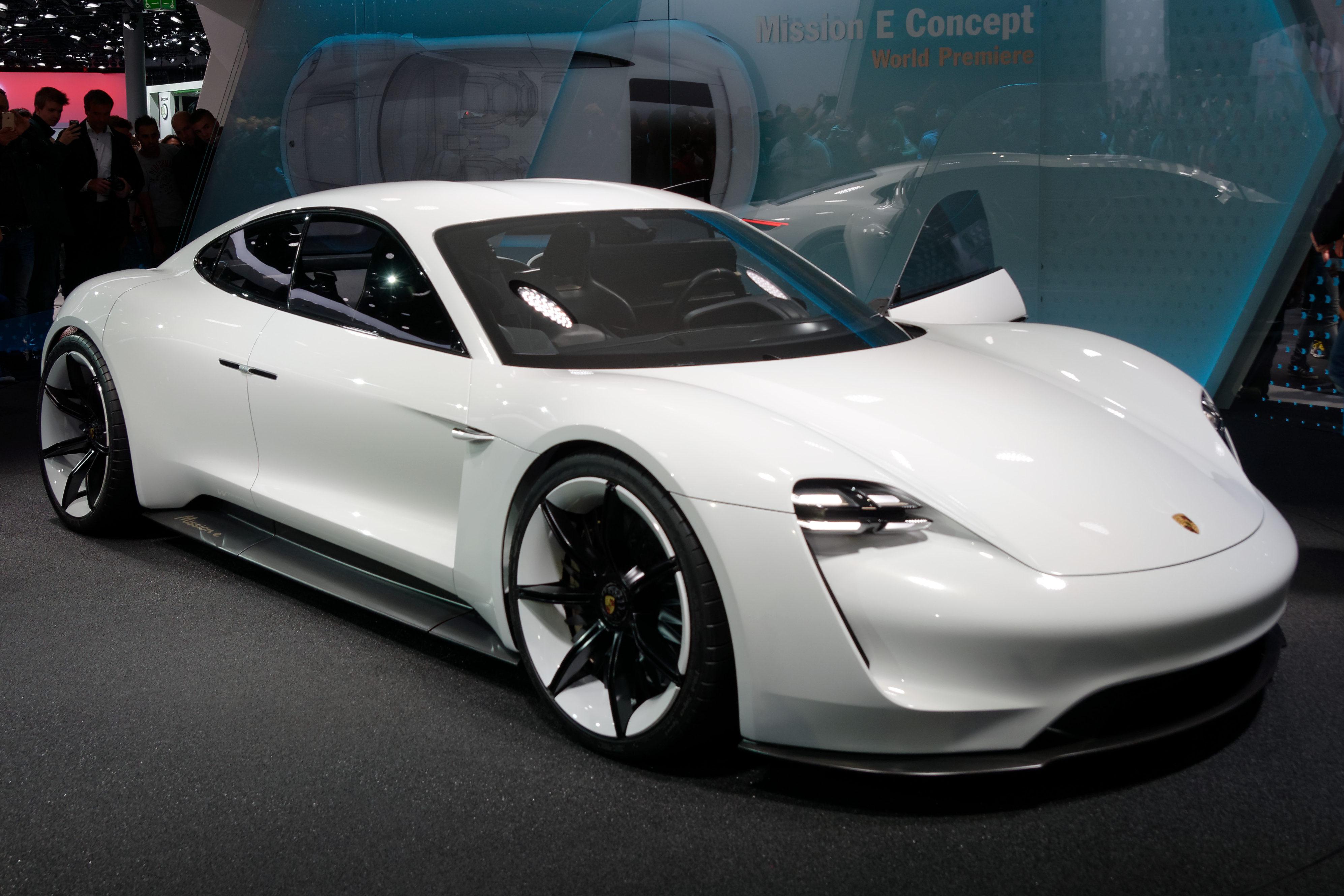
Concept Porsche Mission E.

Le Taycan est préfiguré par le concept car Porsche Mission E présenté au salon de l'automobile de Francfort 2015, équipé de deux moteurs électriques placés sur les essieux et procurant une puissance de 600 ch.

### Mission E Cross Turismo Concept

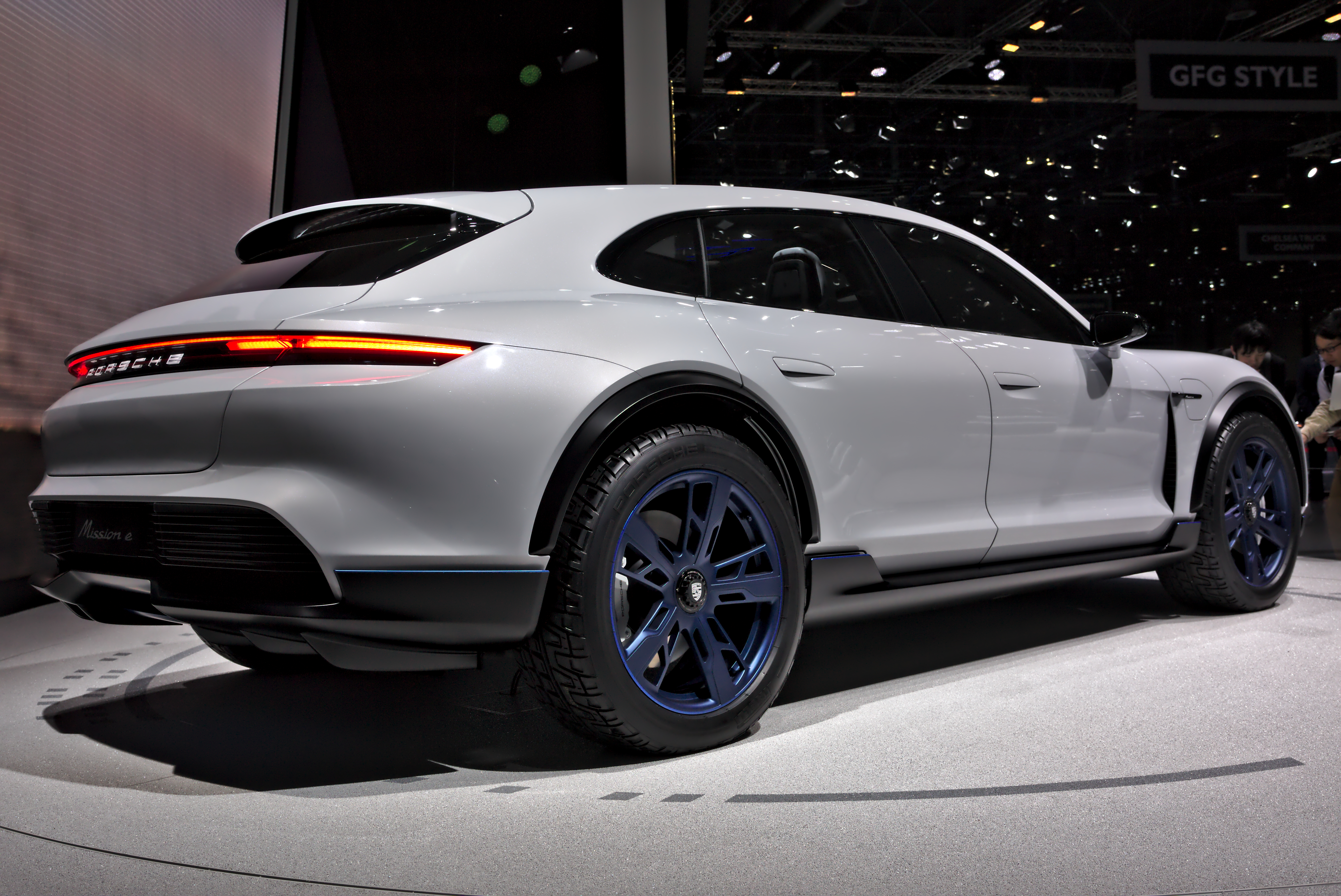
Concept Porsche Mission E Cross Turismo.

Le Taycan Cross Turismo est préfiguré par le concept car Porsche Mission E Cross Turismo concept présenté trois ans après la berline au salon international de l'automobile de Genève 2018.

### Taycan Sport Turismo Concept
La concept de break du Taycan, nommée Taycan Sport Turismo, est présentée au salon de Genève 2020 annonçant la Taycan Cross Turismo de 2021.